# Hydraena bolivari
Hydraena bolivari är en skalbaggsart som beskrevs av Armand D'Orchymont 1936. Hydraena bolivari ingår i släktet Hydraena och familjen vattenbrynsbaggar. Inga underarter finns listade i Catalogue of Life.